# Eddy Merckx
Eddy Merckx, właśc. Edouard Louis Joseph Merckx (ur. 17 czerwca 1945 w Meensel-Kiezegem) – belgijski kolarz szosowy, torowy i przełajowy, czterokrotny medalista szosowych mistrzostw świata.
W trakcie trwającej od 1965 do 1978 roku kariery był nazywany „Kanibalem” ze względu na wielką chęć wygrywania. Jako jedyny kolarz w historii wygrał w jednym roku trzy główne klasyfikacje (generalną, punktową – tzw. sprinterską – oraz górską) wyścigu Tour de France 1969. Uznawany za jednego z „kolarzy wszech czasów”, potrafił wygrywać w każdego rodzaju wyścigach – od jednodniowych klasyków poprzez jazdę indywidualną na czas po wieloetapowe „toury”. Dobrze czuł się na stromych, długich podjazdach, jak i na prostych rozstrzygających sprintach. Łącznie odniósł 525 zwycięstw w peletonie, w tym 445 zwycięstw jako zawodowiec. Dodatkowo odniósł 98 zwycięstw na torze i 2 w wyścigach przełajowych. Po zakończeniu kariery zawodowca w 1978 roku Eddy Merckx pozostał aktywny w kolarstwie poprzez udział w wielu sportowych i komercyjnych przedsięwzięciach, z których najistotniejszy to powołanie do życia firmy produkującej i projektującej rowery pod nazwą Eddy Merckx Cycles.

## Kariera
Na szosowych mistrzostwach świata w Sallanches w 1964 roku zdobył złoty medal w wyścigu ze startu wspólnego amatorów. Jeszcze w tym samym roku przeszedł na zawodowstwo. Już w 1966 roku, drugim roku jego kariery zawodowej, rozpoczął swoją serię wielkich zwycięstw. Wygrał dwa tzw. „monumenty kolarstwa” – Mediolan-San Remo i Tour des Flandres. W kolejnych latach, oprócz wielu wygranych klasyków, zdobył także trzy tytuły mistrza świata (na MŚ 1967, MŚ 1971 i MŚ 1974) oraz odniósł swoje pierwsze zwycięstwo w wyścigu wieloetapowym – Giro d’Italia (jako pierwszy Belg w historii). W 1969 roku po raz pierwszy wziął udział w Tour de France i zdominował cały wyścig w niecodzienny sposób – oprócz generalnej klasyfikacji, dzięki wygranym siedmiu etapom, jako pierwszy kolarz w historii zdobył także dwie pozostałe klasyfikacje – górską i sprinterską. Dzięki temu Belg już jako 24-latek wygrał praktycznie wszystko, co było do wygrania w świecie kolarskim. Ale „era Merckxa” dopiero się zaczynała i przypadała na jego członkostwo w zawodowych grupach Faema (1968–1970) i Molteni (1971–1975).

## „Kanibal”
Do momentu zakończenia swojej kariery w 1978 roku Kanibal, jak nazywano go z powodu jego „głodu” zwyciężania i „pożerania” innych kolarzy, wygrał więcej wyścigów niż jakikolwiek inny zawodnik w dotychczasowej historii kolarstwa. Nigdy nie umawiał się z innymi kolarzami i zawsze chciał rozstrzygnąć każdy wyścig na swoją korzyść. Merckx sam powiedział kiedyś:
Zawsze odczuwałem i nadal odczuwam specyficzną rozkosz w byciu najlepszym. Dlatego właśnie akceptuję to, a nawet jestem dumny z tego, że dali mi przydomek „Kanibal”. 
Imponujące są zwłaszcza statystyki dotyczące jego udziału w Tour de France. Nosił koszulkę lidera w sumie przez 110 dni i wygrał łącznie 34 etapy. Pierwszy rekord wciąż nie został pobity, jednak 3 lipca 2024 rekord wygranych etapów pobił Mark Cavendish, wygrywając swój 35 etap. Francuska gazeta „L’Équipe” przy okazji obchodów 100-lecia Tour de France w 2013 roku okrzyknęła Merckxa największym mistrzem całego touru.

## Wszechstronność
Pięciokrotnie zwyciężył w Giro d’Italia (rekord, razem z Faustem Coppim i Alfredem Bindą). W 1973 roku wygrał także Vuelta a España, dzięki czemu należy do grupy siedmiu kolarzy, którym udało się wygrać w trzech wielkich wyścigach wieloetapowych. Jeden raz wygrał też w innym wyścigu wielodniowym – Tour de Suisse.
Zdobył ponadto trzy tytuły zawodowego mistrza świata, co również stanowi rekord (razem z Alfredem Bindą, Rikiem van Steenbergenem, Oscarem Freire i Peterem Saganem). Duże wrażenie robi także jego lista zwycięstw w największych klasykach, tzw. pomnikach kolarstwa, które to wygrał wszystkie, i to po kilka razy. Jak dotąd wyczyn ten powtórzyli tylko Rik Van Looy i Roger De Vlaeminck:
- 7 × Mediolan-San Remo (rekord)
- 2 × Tour des Flandres
- 3 × Paryż-Roubaix
- 5 × Liège-Bastogne-Liège (rekord)
- 2 × Giro di Lombardia

Z powodzeniem występował w zimowych wyścigach halowych (tzw. wyścigach sześciodniowych, sześciodniówkach), w których wygrywał łącznie 17 razy. W 1972 zdobył także rekord w jeździe godzinnej w Meksyku. Na tradycyjnym rowerze torowym osiągnął wynik 49,431 km w 60 minut. Ten rekord był niepobity przez blisko 30 lat.

### Najważniejsze osiągnięcia (poza klasykami)

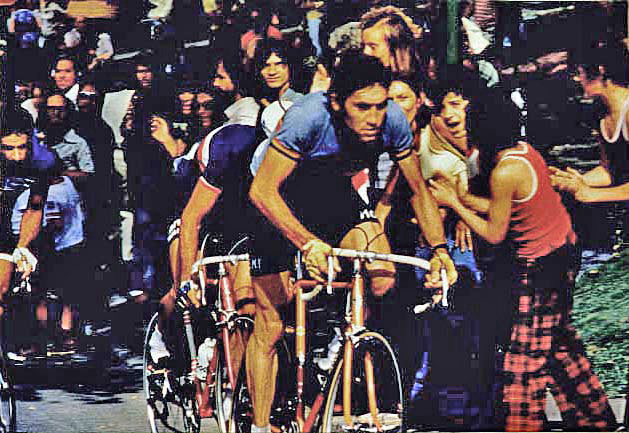
Podczas mistrzostw świata w Montrealu w 1974 roku

- mistrz świata w kolarstwie szosowym – 4 razy, w latach 1964, 1967, 1971, 1974 (raz jako amator)
- wygrane w Tour de France – 5 razy, w latach 1969–1972 i 1974
- wygrane w Giro d’Italia – 5 razy, w latach 1968–1974
- wygrane w Tour de France i Giro d’Italia oraz mistrzostwo świata w jednym sezonie – w 1974
- jedna wygrana we Vuelta a España – w 1973
- jedna wygrana w Tour de Suisse – w 1974
- wygrane w Paryż-Nicea – 3 razy, w latach 1969–1971
- rekord świata w jeździe godzinnej – 49,431 km – w 1972
- ogółem 525 zwycięstw w 1800 wyścigach

## Grupy zawodowe
- 1965: SOLO-SUPÉRIA
- 1966–1967: PEUGEOT-BP
- 1968–1970: FAEMA
- 1971–1976: MOLTENI
- 1977: FIAT
- 1978: C&A

## Problemy z dopingiem
W 1969 Eddy Merckx został wykluczony z Giro d’Italia z powodu podejrzeń o stosowanie dopingu. Ze łzami w oczach tłumaczył się prasie i zapewniał o swojej niewinności. Do dziś dnia utrzymuje, że został oszukany przez lekarzy przeprowadzających testy. Twierdzi, że nie było prób kontrolnych, nie wzięto pod uwagę też opinii innych biegłych, poza tym uważał, że był znienawidzony przez wielu zagranicznych kibiców. Potem mówił jeszcze, że etap, na którym rzekomo miał brać niedozwolone środki był bardzo łatwy, więc nie było nawet potrzeby stosowania „dopalaczy”. Po szybko przeprowadzonym dochodzeniu mógł jednak wystartować jeszcze w tym samym roku w Tour de France. Do dziś uważa to zwycięstwo w Tourze za jedno ze swoich najcenniejszych zwycięstw w karierze.
Merckx z zaangażowaniem potępia doping, który jest stale gorącym tematem w świecie zawodowego kolarstwa, uważa jednak, że kolarstwo jest pod tym względem niesprawiedliwie traktowane w porównaniu do innych dyscyplin sportu. Jest zdania, że istnieje sporna kwestia, właściwie nie do rozwiązania, między stale rosnącym zapotrzebowaniem na coraz lepsze wyniki a sportem wolnym od dopingu. W latach 90. stał się bliskim przyjacielem Lance’a Armstronga i wspierał go, kiedy ten był podejrzany o stosowanie środków niedozwolonych. Często powtarza, że „wierzy bardziej w to, co mówi Lance, niż w to, co pisze się w gazetach”.

## Załamanie formy i gorsze dni
Najczarniejszym dniem w jego karierze był wyścig na torze za motorami („Derny” race) pod koniec sezonu 1969, kiedy to uległ poważnemu wypadkowi, a prowadzący jego motocykl Fernand Wambst zginął na miejscu. Motor nadający tempo innemu zawodnikowi, jadącemu przed Merckxem, przewrócił się, co spowodowało, że również jadący z tyłu Merckx i jego prowadzący motocyklista ulegli wypadkowi. Merckx doznał ciężkiego wstrząsu i stracił przytomność. Jak się okazało później, miał ciężki uraz kręgosłupa i zwichniętą miednicę. Belgijski król Baudouin wysłał wojskowy samolot, aby przetransportować Merckxa do Belgii. W wywiadach kilka lat po tym mówił, że z powodu urazów jego ściganie nigdy już nie było takie samo. Często poprawiał ustawienie siodełka swojego roweru podczas jazdy, aby poprawić komfort siedzenia (choć niektórzy uważają, że robił to dla żartu, przy pomocy małego klucza francuskiego). Zawsze też odczuwał ból podczas jazdy, szczególnie podczas jazdy pod górę.
Koniec jego wielkiej kariery w Tourze przyszedł w 1975 roku. Chciał wygrać w tym roku po raz szósty, padł jednak ofiarą agresji ze strony jednego z kibiców. Wielu Francuzom było nie w smak to, że Belg może pobić rekord ustanowiony przez Jacques’a Anquetila. Merckx nosił żółtą koszulkę przez 8 dni wyścigu, czym podbił jeszcze swój rekord do 96 dni w koszulce lidera. Jednak na 14. etapie francuski widz wyskoczył z tłumu i uderzył Merckxa w brzuch, w okolice wątroby. To spowodowało, że Belg został wytrącony z rytmu i musiał w bólu jechać dalej. Na domiar złego, następnego dnia zderzył się z duńskim kolarzem, Ole Ritterem i złamał sobie szczękę. Z tego powodu nie mógł przyjmować jedzenia ani mówić, nie zrezygnował jednak z dalszej jazdy. Podczas ostatniego etapu zaatakował nawet lidera Bernarda Théveneta, został jednak wchłonięty przez peleton na ostatnich metrach. Później Merckx przyznał, że decyzja o kontynuowaniu ścigania w TdF po tym wypadku była jego największym błędem w karierze, gdyż znacznie osłabiło to jego siły w późniejszych latach.

## Pozasportowe osiągnięcia
Trzykrotnie był posiadaczem tytułu Sportowca Roku na świecie (1969, 1971, 1974), a w Belgii został uznany za Największego Sportowca XX w. Siedmiokrotnie (1969–1975) zdobywał nagrodę Super Prestige Pernod, co było odpowiednikiem późniejszego Pucharu Świata i dzisiejszej klasyfikacji ProTour. UCI nadało mu tytuł Najlepszego kolarza 20. stulecia.
W roku 2000 belgijski magazyn Knack uznał go za „Belga Stulecia”, a cztery lata później, czasopismo Humo nazwało go „Największym Belgiem”.
1 grudnia 2005 w belgijskiej telewizji odbyło się głosowanie na największego Belga wszech czasów. Merckx zdobył w tym plebiscycie 3. miejsce, będąc jednocześnie najwyżej sklasyfikowanym żyjącym kandydatem.

## Życie prywatne po skończonej karierze

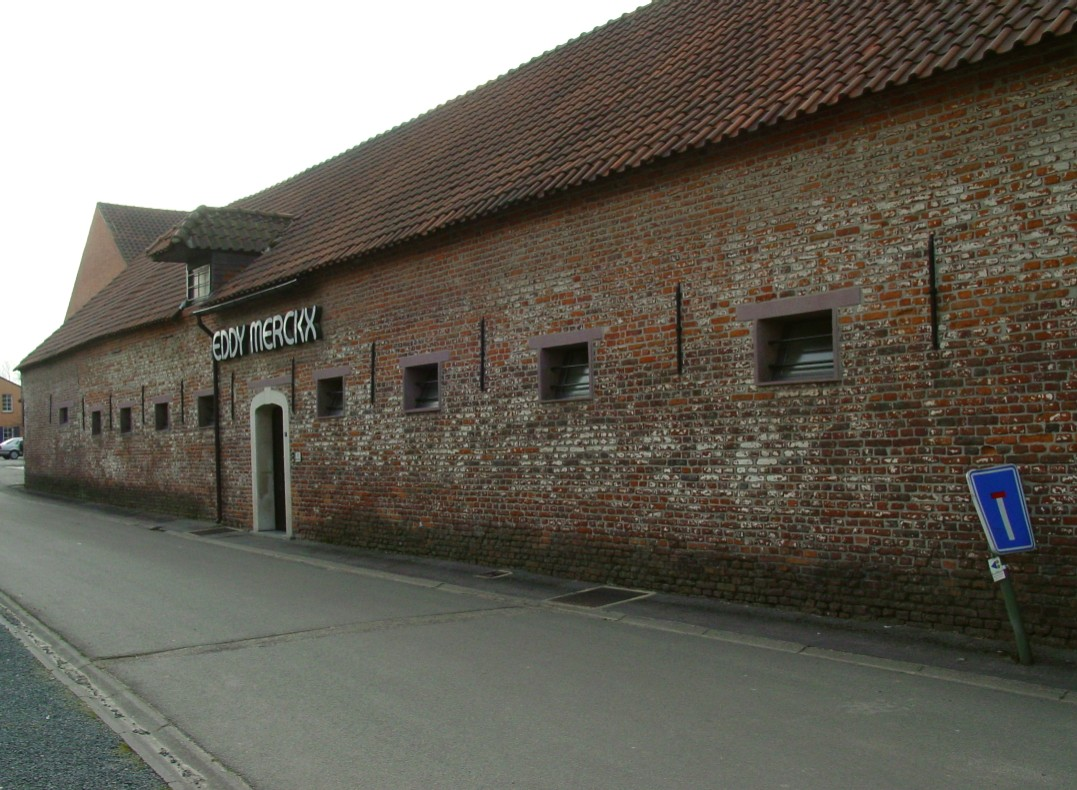
Fabryka rowerów Eddy Merckx w Meise

Dziś Eddy Merckx swoim nazwiskiem firmuje markę rowerów szosowych. Był w latach 90. trenerem belgijskiej kolarskiej drużyny narodowej, jest członkiem Belgijskiego Komitetu Olimpijskiego. Ponadto bierze udział w wielu wyścigach w roli organizatora lub komentatora. Po schudnięciu kilkunastu kilogramów, w wyniku przebytej w 2004 roku operacji przełyku, zdecydował się powrócić do kolarstwa i aktywnie uprawia ten sport amatorsko i rekreacyjnie.
W 1967 poślubił Claudine Acou, ceremonia odbyła się w języku francuskim. Zadecydowała o tym matka kolarza, która poprosiła duchownego udzielającego ślubu, aby dokonał tego po francusku. Nie wiedziała wtedy, że jest to kwestia sporna w Belgii, w której wielu ludzi identyfikuje się nawzajem według języka, którym mówi (język francuski jest w użyciu w Walonii i w Brukseli, a język flamandzki we Flandrii i w Brukseli). Mimo to Merckx zyskał sympatię wszystkich Belgów, bez względu na pochodzenie. W 1996 roku król Belgów Albert II Koburg nadał mu dożywotnio tytuł barona.
Merckx jest znany jako cicha i skromna osoba, człowiek raczej czynu niż wielkich słów. Jego cechą jest lojalność, której przykładem może być fakt, że wielu jego pomocników z czasów kolarskich znalazło pracę w fabryce Merckxa, oraz towarzyszą „Kanibalowi” w jego rekreacyjnych wycieczkach rowerowych.
Jego syn Axel Merckx jeździł z powodzeniem dla belgijskiej drużyny kolarskiej Davitamon-Lotto i zdobył na igrzyskach w Atenach brązowy medal. On oraz jego siostra Sabrina dali swojemu ojcu już kilkoro wnuków.

## Upamiętnienie i obecność w kulturze

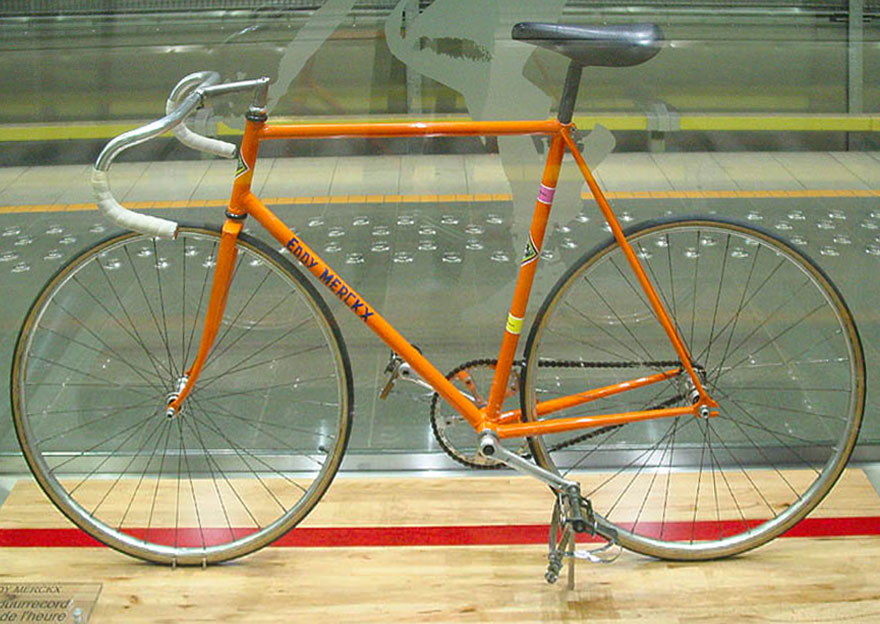
Rower, na którym Merckx pobił rekord w jeździe godzinnej. Umieszczony na stacji brukselskiego metra

- Oprócz przydomka Kanibal, nadawano Merckxowi inne miana. Najbardziej znane to Einstein dwóch kółek oraz nadany mu przez Jacques’a Goddeta Le Géant (Gigant).
- W połowie lat 70. był krytykowany za udział w telewizyjnej reklamie papierosów[4].
- Kiedy amerykańska sekretarz stanu Condoleezza Rice podczas podróży służbowej po Europie w 2005 odwiedziła Belgię, jej ekipa ustalała spotkania z ikonami popkultury w danym kraju, tak aby spotkanie to miało szeroki wydźwięk w lokalnych mediach. W Belgii zaaranżowano spotkanie właśnie z Merckxem[5].
- W Brukseli otwarto 15 września 2003 roku stację metra, którą nazwano imieniem Eddy’ego Merckxa.
- Eddy Merckx wystąpił jako epizodyczna postać (cameo) w komiksie „Asteriks u Belgów”, gdzie na jednym z obrazków jest ukazany jako ubrany w pomarańczową koszulkę „szybki posłaniec”, w pozie przypominającej kolarza.
- We francuskiej komedii „Przygody Rabina Jakuba” (1973) z Louisem de Funèsem postać grana przez tego aktora podsłuchuje rozmowę między porywaczem i jego ofiarą – rewolucjonistą. Kiedy rewolucjonista grany przez de Funèsa  wypowiada zdanie: „Rewolucja jest jak rower, może upaść, ale może znowu powstać”, odnosi się do Eddy’ego Merckxa.
- Wystąpił również w amerykańskim filmie z 1985 roku pt. Kolarze (American Flyers) z Kevinem Costnerem w roli głównej. Zagrał tam w epizodzie samego siebie[6].